# Zeppelinheim
Zeppelinheim ist ein Stadtteil von Neu-Isenburg im Landkreis Offenbach in Hessen.

## Geographische Lage
Zeppelinheim liegt in einem relativ flachen, geschlossenen Waldgebiet auf einer Rodungsinsel rund sieben Kilometer südwestlich des Stadtkerns von Neu-Isenburg. Der umgebende Wald ist wegen der hohen Bevölkerungsdichte des Rhein-Main-Gebietes als Bannwald ausgeschrieben und darf nicht für weitere Besiedlung gerodet werden.
Zeppelinheim grenzt im Westen und Norden an die kreisfreie Stadt Frankfurt am Main, im Osten an die Gemarkung der Kernstadt Neu-Isenburg sowie im Süden an die Gemarkungen Langen und Walldorf im Kreis Groß-Gerau.

## Geschichte
Ab Januar 1934 wurde westlich der neuen Autobahn Frankfurt–Darmstadt etwa 600 Hektar Wald gerodet. Der nördliche Teil enthielt das Rollfeld mit über 100 Hektar Graspiste. Im südlichen, 318 Hektar großen Teil wurde der Luftschiffhafen angelegt. Für das Personal wurde gleichzeitig der Bau einer eigenständigen Siedlung, der Luftschiffersiedlung, östlich der Autobahn begonnen. Die Reichsbahn richtete eine Station zwischen dem Zeppelinheim und dem neuen Flughafen als Verbindung in die Großstadt ein. Grundlage der Bauprojekte war ein Vertrag von 1934 mit der Friedrichshafener Luftschiffbau Zeppelin GmbH über eine zentrale deutsche Heimatbasis aller Luftschiffe, den Flug- und Luftschiffhafen Rhein-Main. Er wurde 1935 neu gebaut und bereits 1936 mit einer ersten Luftschiffhalle eröffnet. Am 8. Juli 1936 wurde der neue Flug- und Luftschiffhafen Rhein-Main feierlich eröffnet. 27 Fluglinien beflogen Rhein-Main. Von hier aus starteten das LZ 129 Hindenburg und LZ 127 Graf Zeppelin zu ihren immer völlig ausgebuchten Transatlantikreisen. 1937 konnten die ersten 78 Häuser in der Siedlung von 90 Familien bezogen werden und am 1. Januar 1938 wurde Zeppelinheim offiziell als eigenständige Gemeinde konstituiert. Dabei wurden Gemeindeteile der selbständigen Gemarkung Mitteldick (Kreis Offenbach) und Teile der Gemeinde Kelsterbach und der selbständigen Gemarkung Gundwald (Kreis Groß-Gerau) einbezogen. Erster Bürgermeister wurde auf Erlass des Berliner Innenministeriums Luftschiffkapitän Hans von Schiller. Das historische Forsthaus Mitteldick wurde Restaurant und Veranstaltungsort der neuen Gemeinde. Der Erlass des Reichsstatthalters in Hessen über die Bildung der Gemeinde Zeppelinheim hatte folgendem Wortlaut:

„Im Herzen des Rhein-Main-Gebietes entstand aus nationalsozialistischer Tatkraft der Luftschiffhafen Rhein-Main. Im Schnittwinkel zweier Reichsautobahnen gelegen, ist er als Heimathafen unserer stolzen Zeppelin-Luftschiffe ein neues Tor Deutschlands zur Welt. Nahe dem Hafen entstand eine neue Heimstätte für die Besatzung der Schiffe, das Personal des Hafens und andere mit der Luftschiffahrt und der Fliegerei verbundene Volksgenossen. Abseits vom Getriebe der großen Städte im Hessischen Staatswald gelegen, gewährt die Siedlung ihren Bewohnern ein ruhiges und gesundes Heim. Um der wachsenden Siedlung die rechtliche Selbständigkeit zu geben und sie auf alle Zeiten mit dem Flug- und Luftschiffhafen Rhein-Main zu verbinden, bestimme ich im öffentlichen Wohle auf Grund der Deutschen Gemeindeordnung vom 30. Januar 1935, was folgt: 1. Aus Teilen der selbständigen Gemarkung Mitteldick wird eine neue Gemeinde gebildet. Teile der Gemeinde Kelsterbach werden aus dieser ausgegliedert und zusammen mit Teilen der selbständigen Gemarkung Gundwald in die neue Gemeinde eingegliedert. Die Grenzen der neuen Gemeinde sind in dem dieser Urkunde beigfügten Lageplan bezeichnet. 2. Der neuen Gemeinde gebe ich den Namen Zeppelinheim. 3. Die Selbständigkeit der Gemeinde Zeppelinheim tritt mit dem 1. Januar 1938 in Kraft. 4. Ich verleihe das Bürgerrecht der Gemeinde Zeppelinheim allen deutschen Staatsbürgern, die am 1. Januar 1938 im Gemeindegebiet wohnen, das fünfundzwanzigste Lebensjahr vollendet haben und die bürgerlichen Ehrenrechte besitzen. Die neue Gemeinde und der Hafen sollen allezeit eine lebendige Erinnerung an den Grafen Zeppelin als den Schöpfer und den unermüdlichen Vorkämpfer der deutschen Luftschiffahrt, ein Beweis für die Erfolge kühner Verkehrsschau und ein Denkmal für alle Zukunft sein, welche Leistungen das unter Adolf Hitler geeinte deutsche Volk zu vollbringen vermag.

Darmstadt, den 31. Dezember 1937, im fünften Adolf-Hitler-Jahre. Der Reichsstatthalter in Hessen Sprenger“

Bei Kriegsbeginn wurden vom Reichsluftfahrtministerium alle weiteren Planungen für den Verkehr mit Luftschiffen beendet. Vorausgegangen war die „Hindenburg“-Katastrophe (6. Mai 1937).  Die beiden Luftschiffhallen wurden am 6. Mai 1940 gesprengt. Der Ausbau des Flugplatzes erfolgte zunächst weiter, vor allem unter militärischen Gesichtspunkten. Ab Mai 1940 starteten von hier aus die deutschen Fliegerangriffe auf Frankreich. Allein von Mai bis Dezember 1944 fielen umgekehrt rund 2000 Bomben auf den Rhein-Main-Flughafen und seine nähere Umgebung. Kurz nach Kriegsende wurde unter amerikanischer Führung auf dem schnell wiedereröffneten Gelände, nun die Airbase Y 73, 1949 eine zweite Startbahn errichtet. Die Siedlung wurde bis 1952 ausschließlich von den Amerikanern genutzt, die dort arbeiteten. Die Bevölkerung sei in dieser Zeit in Baracken untergebracht worden.
Die vom Reißbrett der 1930er Jahre gestaltete Struktur Zeppelinheims ist immer noch gut zu erkennen.

### Gebietsreform
Im Zuge der Gebietsreform in Hessen wurde die Gemeinde Zeppelinheim am 1. Januar 1977 kraft Gesetzes in die Stadt Neu-Isenburg eingegliedert, beschränkt auf den Teil der Gemarkung, der östlich der Bundesautobahn 5 liegt. Die westlich davon gelegenen Gemarkungsteile waren Flughafengelände und wurden in die Stadt Frankfurt eingegliedert.
Für den Stadtteil Zeppelinheim wurde ein Ortsbezirk mit Ortsbeirat und Ortsvorsteher eingerichtet. Er besteht aus dem nach Neu-Isenburg eingegliederten Gemarkungsgebiet der ehemaligen Gemeinde Zeppelinheim.

### Einwohnerentwicklung
Nach der Ortsgründung wurden im Jahr 1939 in Zeppelinheim 318 Einwohner gezählt. In der Nachkriegszeit halbierte sich die Bevölkerungszahl zunächst, bevor sie in den Jahren 1956 bis 1967 sprunghaft zur heutigen Größenordnung anstieg. Die folgende Tabelle zeigt die Zahl der Einwohner in Zeppelinheim, jeweils zum 31. Dezember
| Grafik Einwohnerentwicklung |

## Politik
- SPD: 3
- Grüne: 2
- FDP: 1
- CDU: 3

### Ortsbeirat
Nach der Hauptsatzung der Stadt Neu-Isenburg besteht der Ortsbeirat Zeppelinheim aus neun Mitgliedern. Die Sitzverteilung nach dem Ergebnis der Kommunalwahl vom 14. März 2021 ist aus dem nebenstehenden Diagramm ersichtlich.
Ortsvorsteher ist Sebastian Stern (SPD).

### Bürgermeister
In der Gemeinde Zeppelinheim amtierten bis zur Eingliederung nach Neu-Isenburg acht Bürgermeister.
- 1937–1939 Hans von Schiller
- 1939–1941 Alfred Schwärzel
- 1941–1945 Wilhelm Feucht

In der Nachkriegszeit 1945–1947 wurde Zeppelinheim von der amerikanischen Besatzungsmacht verwaltet.
- 1947–1952 Erich Quack
- 1952–1960 Mathilde Rösch
- 1960–1964 Adolf Burkert
- 1964–1972 Herbert Becker
- 1972–1976 Klaus-Jürgen Reblin

### Wappen und Flagge
Wappen

Blasonierung: „In silbernem Schilde die blaue Weltkugel, belegt mit einem silbernen Zeppelin-Luftschiff.“
Das Wappen wurde der Gemeinde Zeppelinheim am 18. Juni 1954 durch den Hessischen Innenminister genehmigt. Gestaltet wurde es durch den Heraldiker Georg Massoth.
Der Zeppelin steht redend für den Ortsnamen sowie mit der Weltkugel dafür, dass Zeppelinheim als Arbeitersiedlung für den Rhein-Main-Flughafen angelegt wurde, der ursprünglich als Basis der weltumspannenden deutschen Luftschifffahrt geplant war.
Flagge
Die Flagge wurde der Gemeinde gemeinsam mit dem Wappen am 10. November 1958 durch den Hessischen Innenminister genehmigt und wird wie folgt beschrieben:
„Auf der weißen Mittelbahn des blau-weiß-blauen Flaggentuchs das Wappen der Gemeinde Zeppelinheim.“

## Sehenswürdigkeiten
Im Stadtteil Zeppelinheim befindet sich das Zeppelin-Museum, das an die Vergangenheit dieses Ortsteils als Fliegerquartier des Frankfurter Flughafens erinnert und Exponate aus der Zeit der Zeppeline bereithält.

## Infrastruktur

### Bildung
Die Grundschule in Zeppelinheim war bis zum 30. September 2019 eine Dependance der Selma-Lagerlöf-Schule in Dreieich-Buchschlag. Aufgrund der großen Distanz zwischen den beiden Schulstandorten und der Lage in zwei verschiedenen Gemeinden beschloss der Kreis Offenbach als Schulträger, den Standort Zeppelinheim aus dem Schulverbund herauszulösen und als eigenständige Grundschule weiterzuführen. Die Grundschule Zeppelinheim wird derzeit von 92 Schülern besucht.

### Verkehr
Zeppelinheim ist für den überörtlichen Verkehr durch die Bundesstraße 44 erschlossen, die von Frankfurt im Norden nach Walldorf im Süden geht und kreuzungsfrei östlich der Ortslage vorbeiführt. Die Landesstraße 3262 verbindet, von Buchschlag im Osten kommend, als Spange die Bundesstraße mit Zeppelinheim und der Bundesautobahn 5 im Westen und führt jenseits der Anschlussstelle zur Cargo City Süd des Flughafens Frankfurt Main.
Der an der Riedbahn liegende Bahnhof Zeppelinheim wird von der S-Bahnlinie S7 der S-Bahn Rhein-Main angefahren. Der Bahnhof befindet sich am westlichen Ortsrand.